# 竹下亘
竹下亘（1946年11月3日—2021年9月17日），日本政治家，自由民主黨黨員。出身於島根縣飯石郡掛合町（現雲南市）。2000年至今連續當選6屆眾議院議員，自民黨派閥平成研究會（竹下派）的會長。

## 生平
曾任復興大臣（第3、4代）。歷任財務副大臣（福田康夫改造內閣、麻生內閣）、環境大臣政務官（第3次小泉內閣、第3次小泉改造內閣）等職務。
第74任內閣總理大臣竹下登（1987年－1989年在任）是其同父異母的兄長。
2021年9月17日因食道癌病逝。享年74歲。

## 外部連結
- 竹下亘官方網站 （页面存档备份，存于）

| 官衔                   | 官衔                              | 官衔                     |
| ---------------------- | --------------------------------- | ------------------------ |
| 前任： 根本匠          | 復興大臣 第3、4代：2014年－2015年 | 繼任： 高木毅            |
| 前任： 遠藤乙彥 森山裕 | 財務副大臣 2008年－2009年         | 繼任： 峰崎直樹 野田佳彥 |
| 前任： 能勢和子        | 環境大臣政務官 2005年－2006年     | 繼任： 北川知克          |